# Сатре (мифология)
Са́тре, в этрусской мифологии, — бог подземного мира, имя которого фигурирует на так называемой печени из Пьяченцы — бронзовой модели, использовавшейся для гаруспиций.
Имя Сатре появляется в зоне XII — «тёмной и отрицательной» зоне модели. По-видимому, это было пугающее, опасное божество, возможно, связанное с упоминаемыми Плинием Старшим в «Естественной истории» «нижними» молниями, по верованиям этрусков исходящими из-под земли. Аналогичное место на моделях печени у римлян, согласно Марциану Капелле, занимал Сатурн, что даёт основание для отождествления этих богов; существует также лингвистическая теория, связывающая эти два имени. Как и Сатурн у римлян, этрусский Сатре, по-видимому, совмещал функции покровителя природы и растений и божества-громовержца.